# Diário da Manhã (Pelotas)
O Diário da Manhã é um jornal de circulação diária da cidade de Pelotas, estado do Rio Grande do Sul, Brasil.
Atualmente, é o órgão oficial para publicações da Prefeitura Municipal de  Turuçu, Morro Redondo, Capão do Leão, Herval e Arroio do Padre. Também é o órgão oficial da CEEE (Companhia Estadual de Energia Elétrica), UFPel e UCPel (Universidades Federal e Católica de Pelotas), IFSul (Instituto Federal Sul-Rio-Grandense) e Exército Brasileiro.